# Аннинская (Башкортостан)
Аннинская (баш. Аннин) — деревня в Благовещенском районе Башкортостана, относится к Старонадеждинскому сельсовету.

## История
Упразднена официально в 1981 году, согласно Указу Президиума Верховного Совета Башкирской АССР от 14.09.1981 № 6-2/327 «Об исключении некоторых населённых пунктов из учётных данных по административно-территориальному делению Башкирской АССР».
Официально вновь образована в 2005 году под названием Аннинская (в изначальной редакции закона значилась как Аннинск).
Аннинский (Алексеевский) починок
Был образован в 1885 году в четырёх верстах к юго-востоку от села Надеждино, входя в его приход. Среди крестьян данного селения было много Парахиных, Лобастовых, Трегубовых, Пенкиных, Акатьевых, также проживали Злыгостевы, Зубаревы, Вагины, Комаровы, Устюговы, Шиховы и другие.
В 1895 году насчитывалось 44 двора и 284 человека, был отмечен хлебозапасный магазин. В 1905 году зафиксирована также кузница.
К 1910 году в починке открылась земская одноклассная школа.
К 1913 году насчитывалось 62 крестьянских хозяйств (все с землей) и 382 крестьянина, 61 хозяйство образовывало земельное товарищество, в собственности которого находилась практически вся земля .Большинство крестьян Аннинского починка жили безбедно.
К 1917 году в школе учительствовал Е. В. Качкаев.
В 1917 году в починке насчитывалось 72 домохозяйства и 465 человек, включая несколько семей посторонних и 36 беженцев-украинцев.
В Советское время данный населенный входил в состав Старонадеждинского сельсовета. В 1929 году в деревне организован колхоз «Новый Путь», в середине XX века деревня вошла в состав колхоза имени Буденного, затем в колхоз имени Пушкина.

## Население
| 2002 | 2009 | 2010 |
| ---- | ---- | ---- |
| 0    | →0   | ↗4   |

В 1939 году в Аннинском починке проживали 244 человека, в 1959—164, в 1969—115. В 1970-е годы деревня исчезает.

## Известные жители
- Сергеев, Дмитрий Степанович (30 октября 1922 года, д. Аннинск — 13 марта 2003 года) — командир орудия 157-го гвардейского артиллерийского полка 74-й гвардейской стрелковой дивизии 8-й гвардейской армии 1-го Белорусского фронта, гвардии сержант, Герой Советского Союза.